# Erna Sander
Pour les articles homonymes, voir Sander.
Erna Sander (née le 30 juin 1914 à Hambourg, morte le 30 novembre 1991 dans la même ville) est une costumière allemande.

## Biographie
La fille de la nageuse Louise Otto émigre après la prise du pouvoir par les nazis et devient couturière et costumière à Vienne, Prague et Paris. À Paris, elle épouse le producteur Walter Koppel. Elle est arrêtée par la Gestapo alors qu'elle distribue des tracts à Paris, puis incarcérée au camp de concentration de Fuhlsbüttel.
Après la Seconde Guerre mondiale, elle travaille à Hambourg comme costumière pour le Flora-Theater et épouse en 1947 le producteur Gyula Trebitsch avec qui elle aura deux enfants Katharina Trebitsch et Markus Trebitsch qui seront producteurs de télévision. Au cours des années 1950, elle conçoit les costumes de nombreux films de Real-Film, la société de Trebitsch.

## Filmographie
- 1949 : Die letzte Nacht
- 1949 : Schicksal aus zweiter Hand (de)
- 1949 : Quelle boniche ! (de)
- 1949 : Des invités dangereux
- 1950 : Absender unbekannt (de)
- 1950 : Gabriela
- 1950 : Des Lebens Überfluß (de)
- 1950 : Der Schatten des Herrn Monitor
- 1950 : Mädchen mit Beziehungen
- 1950 : Lockende Gefahr (de)
- 1951 : La Beauté mène la danse (de)
- 1951 : Malheur à celui qui aime
- 1951 : Engel im Abendkleid
- 1951 : Kommen Sie am Ersten
- 1952 : Valse dans la nuit
- 1952 : Toxi (de)
- 1954 : Columbus entdeckt Krähwinkel
- 1954 : Die Stadt ist voller Geheimnisse (de)
- 1955 : Le Général du Diable
- 1955 : Unternehmen Schlafsack (de)
- 1955 : Les Yeux bleus (de)
- 1956 : Le Mariage du docteur Danwitz (de)
- 1956 : Ich und meine Schwiegersöhne (de)
- 1956 : Docteur Vlimmen
- 1956 : Un cœur rentre à la maison (de)
- 1956 : Drei Birken auf der Heide (de)
- 1957 : Glücksritter (de)
- 1957 : Rendez-vous à Zurich (de)
- 1957 : Les Nuits du Perroquet vert
- 1957 : Das Herz von St. Pauli
- 1958 : Dr. Crippen lebt (de)
- 1958 : Bühne frei für Marika (de)
- 1958 : La Jeune Fille de Moorhof
- 1958 : 13 kleine Esel und der Sonnenhof (de)
- 1958 : Le Brigand au grand cœur (de)
- 1959 : Frau im besten Mannesalter
- 1959 : Et tout le reste n'est que silence
- 1960 : Als geheilt entlassen (de)
- 1960 : La femme à la fenêtre obscure (de)
- 1960 : Pension Schöller